# 法蘭西的亨麗埃特
法蘭西的亨麗埃特（法語：Henriette de France，1727年8月14日—1752年2月10日），法國國王路易十五的雙胞胎次女。
亨麗埃特於1752年因天花去世，年僅24歲。